# Ralph Reed
Ralph Eugene Reed (Portsmouth, 24 giugno 1961) è un consulente politico e lobbista statunitense.
Funzionario e presidente del Partito Repubblicano della Georgia dal 2001 al 2003. Direttore dell'organizzazione conservatrice Christian Coalition negli anni '90, fu consigliere del quartier generale della campagna di George W. Bush. Lo stesso Bush, che sconfisse John McCain nelle elezioni primarie del febbraio 2000 nella Carolina del Sud, disse che la vittoria era assicurata dal sostegno dei cristiani conservatori consolidati dalla Christian Coalition. Reed e sua moglie JoAnne Young si sono sposati nel 1987 e hanno quattro figli.
Ha lavorato come consulente politico per Microsoft ed Enron. È stato imputato in un grave scandalo politico che ha coinvolto Jack Abramoff, legato all'attività di lobbying negli interessi dei casinò indiani. Di conseguenza, nel 2006, ha perso le elezioni primarie per la carica di vicegovernatore della Georgia a favore di Casey Keigle.